# 亞硫酸酯

亚硫酸二甲酯，最简单的亚硫酸酯

亚硫酸酯是具有 (RO)(R'O)SO 结构的官能团。由于硫原子上存在孤对电子，亞硫酸酯的分子几何形状為三角锥狀。
当取代基 R 和 R' 不同时，由于立体硫中心，该化合物是具手性的；当兩個取代基相同时，化合物将具有理想化Cs分子对称性。
它们通常由亚硫酰氯与醇反应制备。 该反应通常在室温下进行，以防止醇转化为氯代烷。吡啶等碱也可用于促进此反应：
{\displaystyle {\ce {2 ROH + SOCl2 ->(RO)2SO + 2 HCl}}}
农药安殺番是一种亚硫酸酯。一些简单的成员包括亚硫酸乙烯酯、亚硫酸二甲酯和亚硫酸二乙酯。许多亞硫酸酯是由二醇，如糖制备而成的。亚硫酸酯可作為强大的烷基化和羟烷基化试剂。